# NHL Entry Draft 1987
Der NHL Entry Draft 1987 fand am 13. Juni 1987 in der Joe Louis Arena in Detroit im US-Bundesstaat Michigan statt. Bei der 25. Auflage des NHL Entry Draft wählten die Teams der National Hockey League (NHL) in zwölf Runden insgesamt 252 Spieler aus. Als First Overall Draft Pick wurde der kanadische Center Pierre Turgeon von den Buffalo Sabres ausgewählt. Auf den Positionen zwei und drei folgten Brendan Shanahan für die New Jersey Devils und Glen Wesley für die Boston Bruins. Die Reihenfolge des Drafts ergab sich aus der umgekehrten Abschlusstabelle der abgelaufenen Spielzeit 1986/87, wobei die Playoff-Teams nach den Mannschaften an der Reihe waren, die die Playoffs verpasst hatten.
Der Entry Draft 1987 war der erste seiner Art, der in den USA stattfand. Parallel dazu stieg die Anzahl von gewählten US-Amerikanern deutlich (von knapp 60 im Vorjahr auf 100), obwohl in der ersten Runde ausschließlich Kanadier berücksichtigt wurden. Dazu gehörten unter anderem die späteren Hall-of-Fame-Mitglieder Pierre Turgeon, Brendan Shanahan und Joe Sakic sowie Luke Richardson und Andrew Cassels, während im weiteren Verlauf mit John LeClair, Jeff Hackett, Éric Desjardins, Mathieu Schneider, Ted Donato, Shawn McEachern, Guy Hebert sowie Theoren Fleury weitere namhafte Spieler folgten.

## Draftergebnis

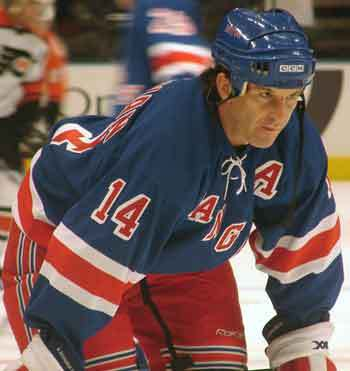
Brendan Shanahan, gewählt an Position 2

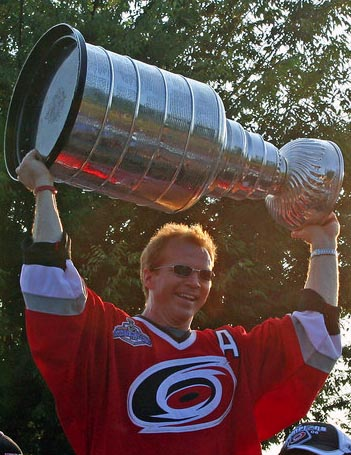
Glen Wesley, gewählt an Position 3

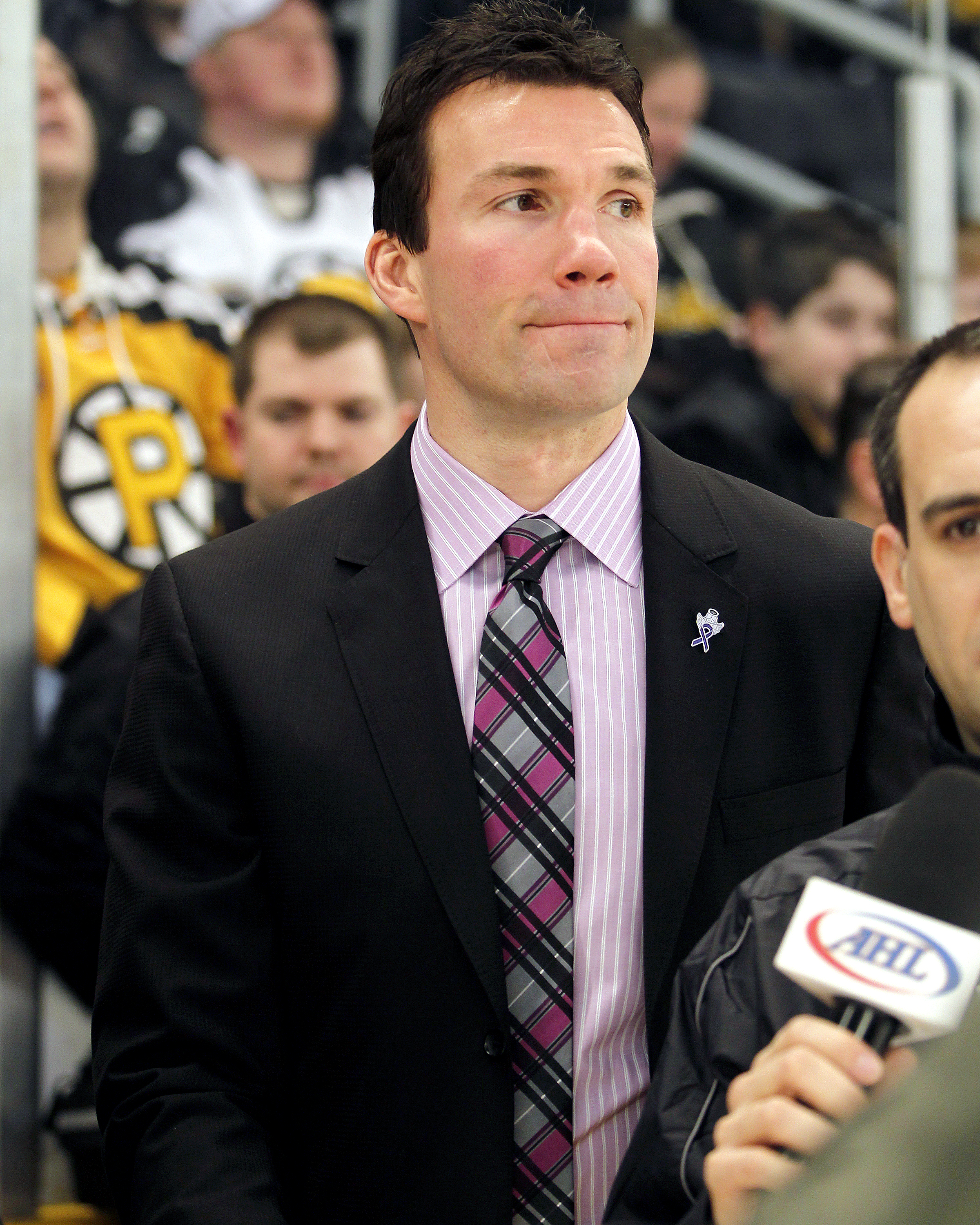
Luke Richardson, gewählt an Position 7

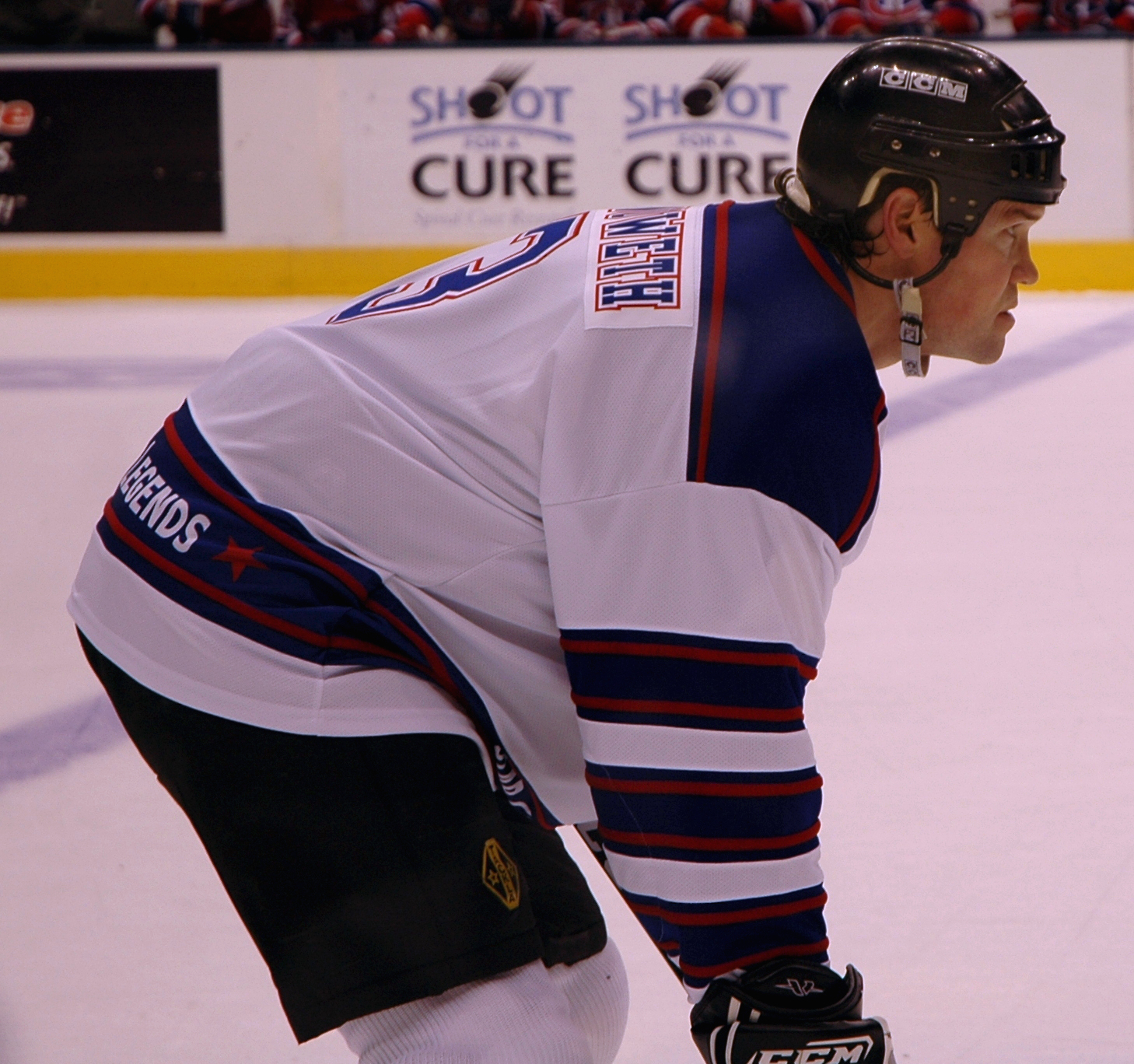
Dean Chynoweth, gewählt an Position 13

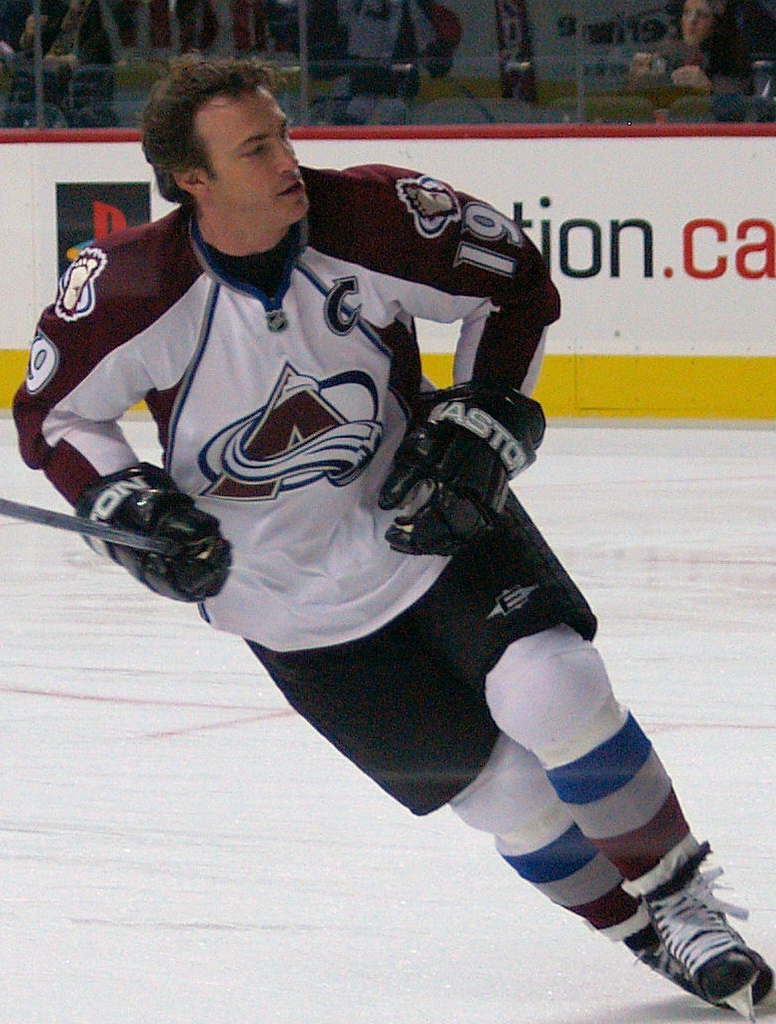
Joe Sakic, gewählt an Position 15

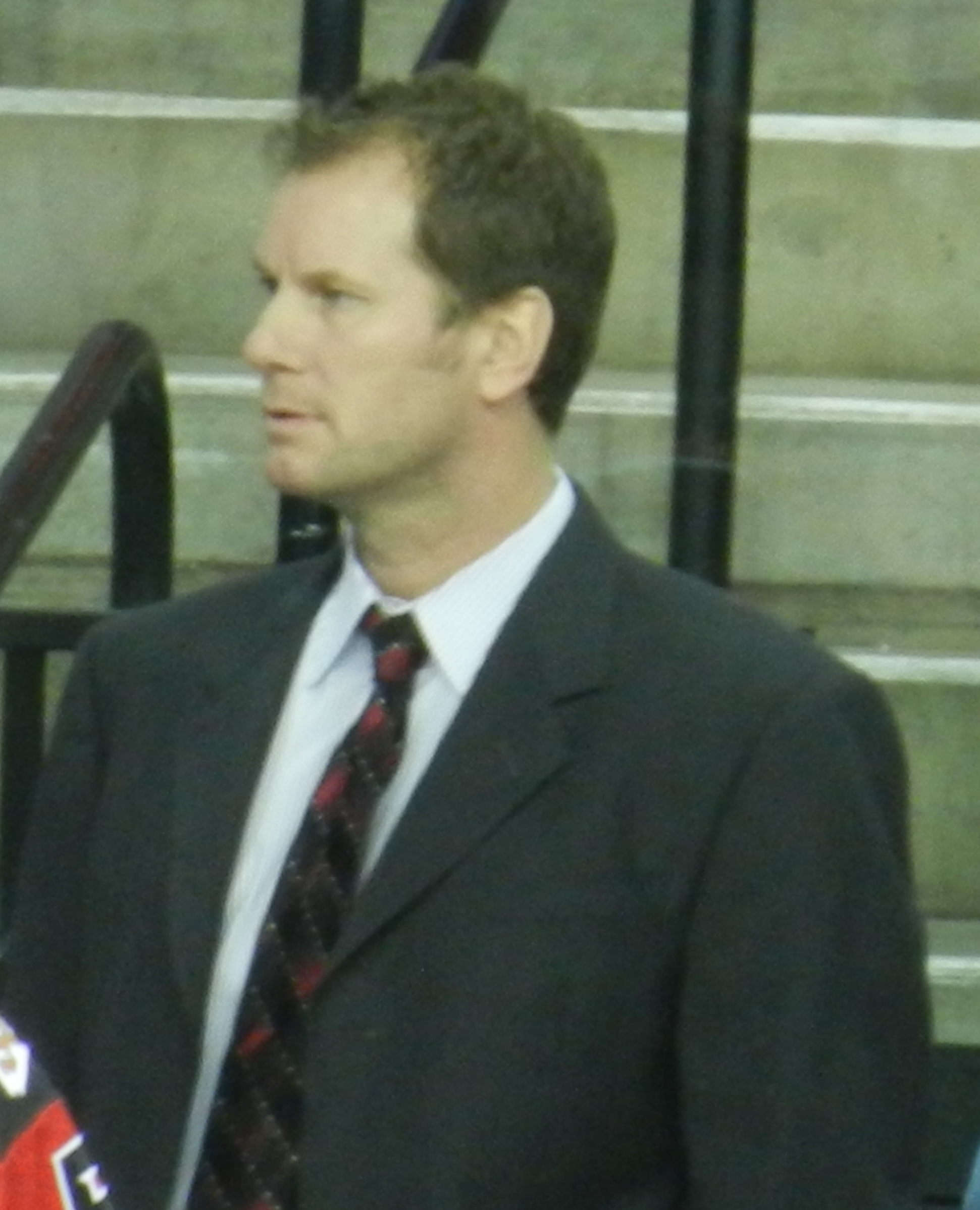
Andrew Cassels, gewählt an Position 17

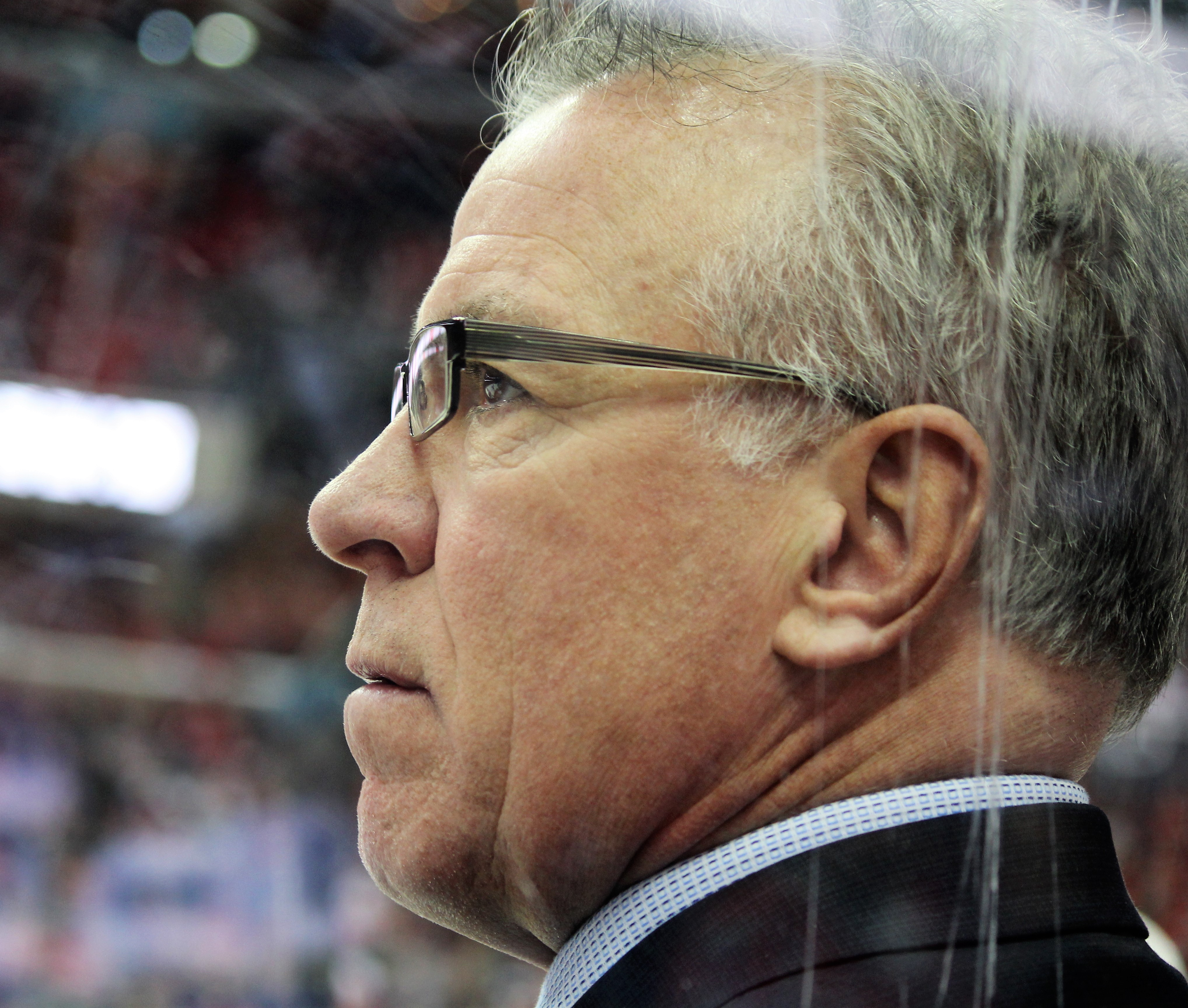
Ryan McGill, gewählt an Position 29

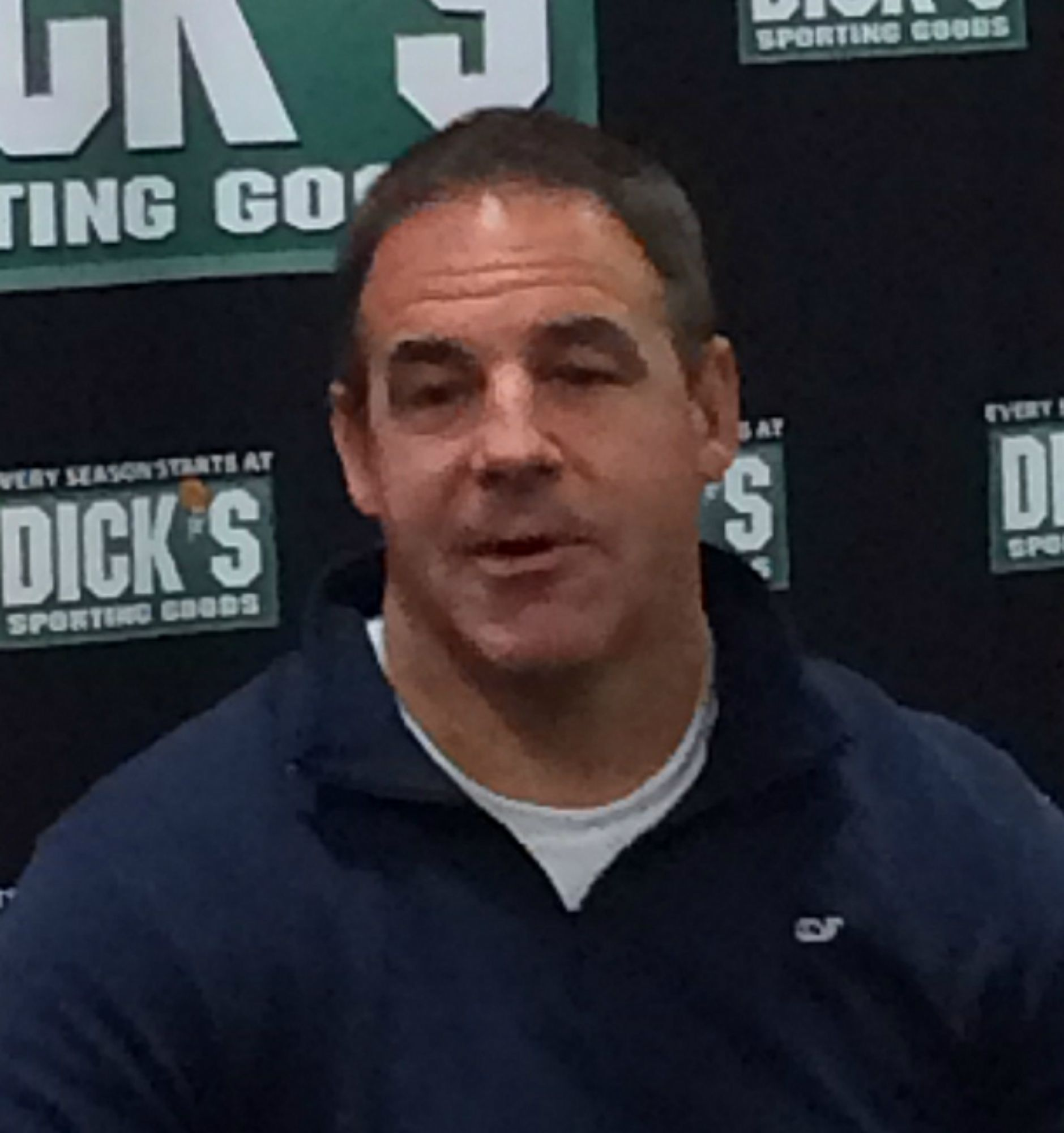
John LeClair, gewählt an Position 33

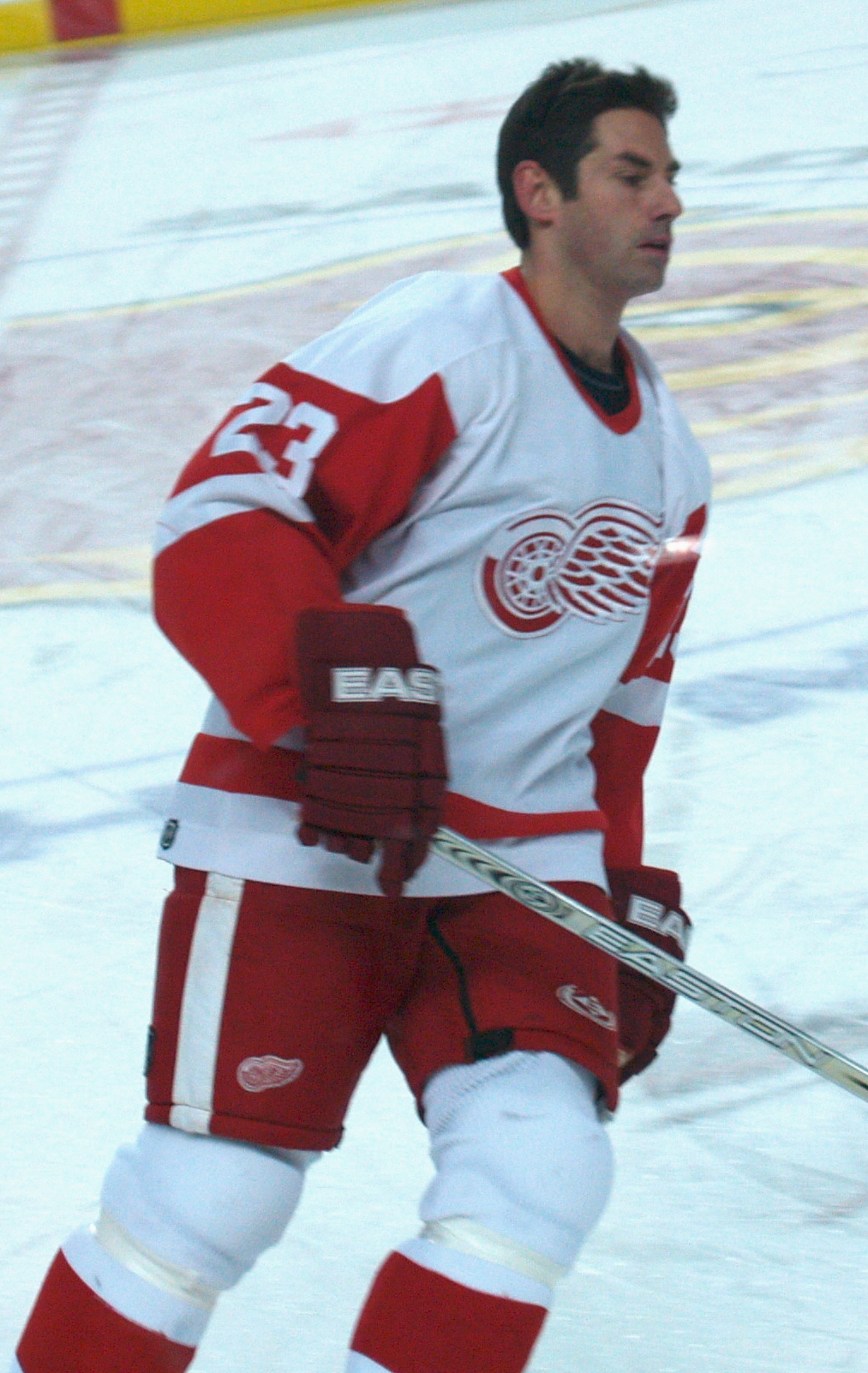
Mathieu Schneider, gewählt an Position 44

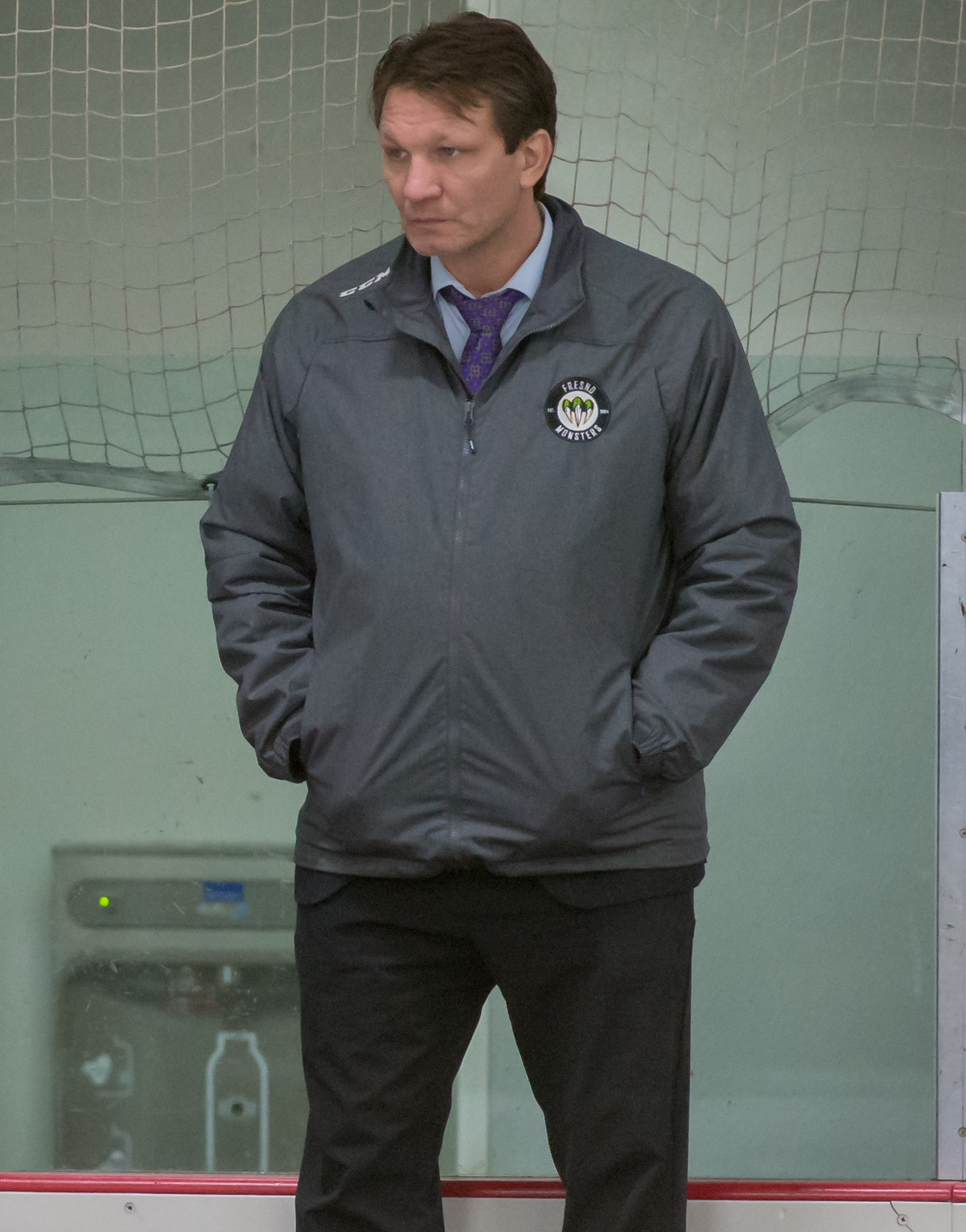
Kevin Kaminski, gewählt an Position 48

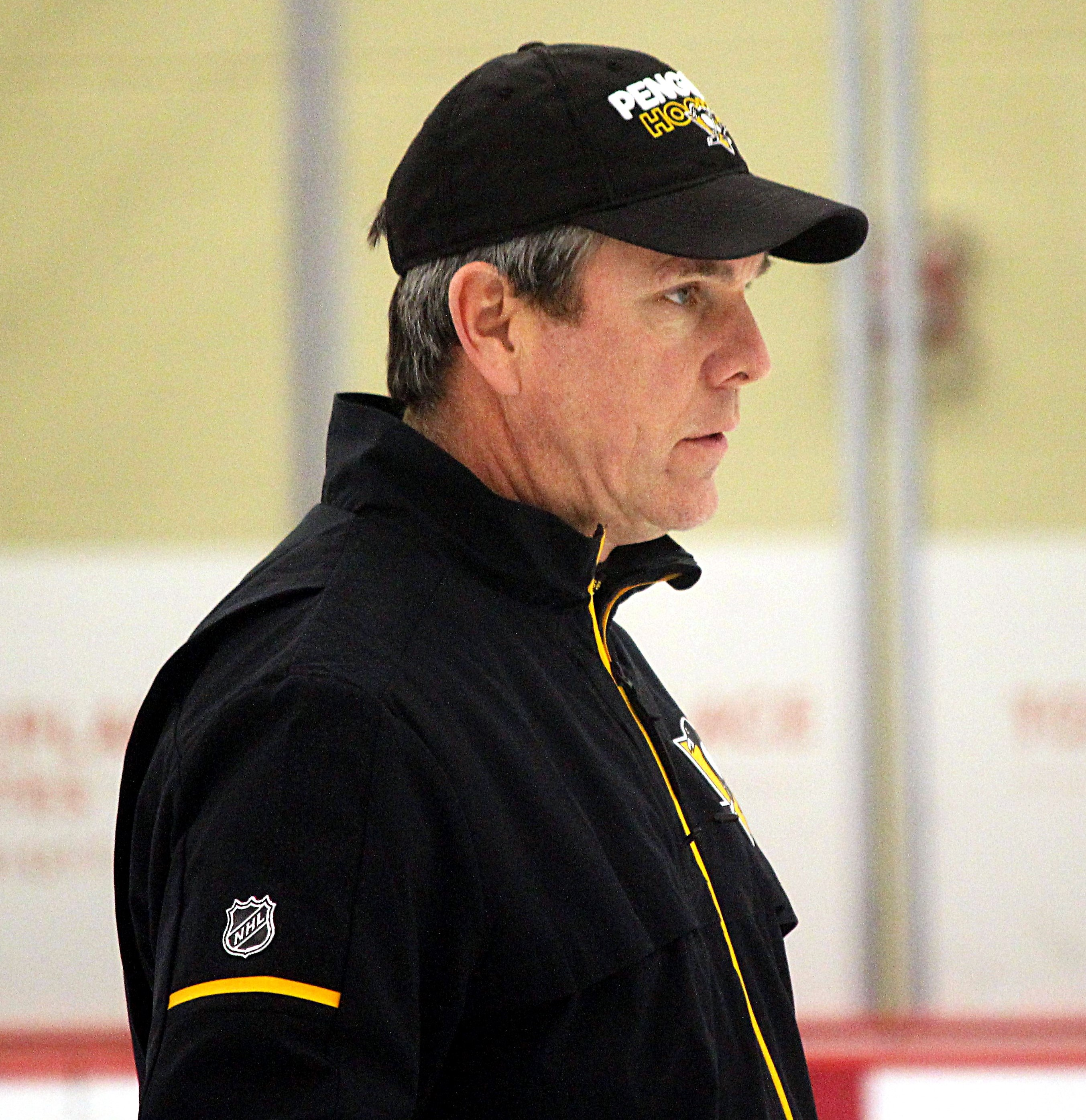
Mike Sullivan, gewählt an Position 69

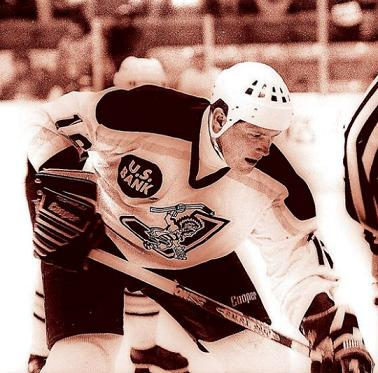
Trevor Jobe, gewählt an Position 133

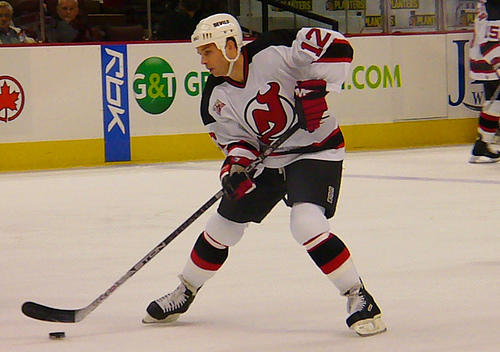
Jim Dowd, gewählt an Position 149

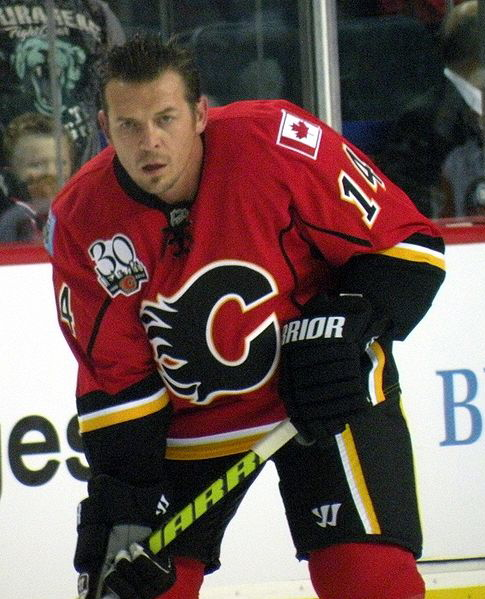
Theoren Fleury, gewählt an Position 166

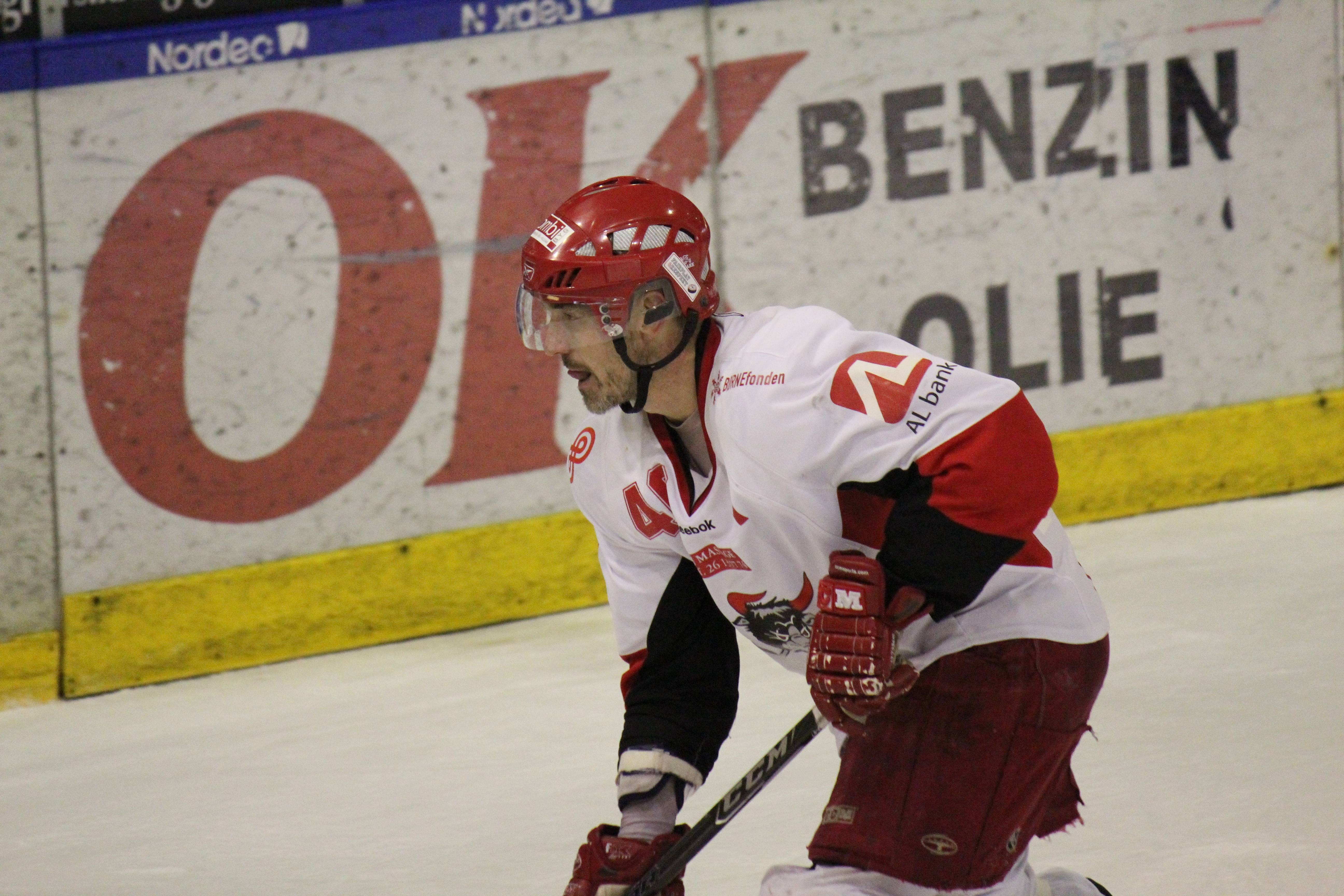
Jesper Duus, gewählt an Position 241

| Inhaltsverzeichnis Runde 1 \| Runde 2 \| Runde 3 \| Runde 4 \| Runde 5 \| Runde 6 \| Runde 7 \| Runde 8 \| Runde 9 \| Runde 10 \| Runde 11 \| Runde 12 |

Abkürzungen:
Position mit C = Center, LW = linker Flügel, RW = rechter Flügel, D = Verteidiger, G = Torwart
Farblegende:
 = Spieler, die in die Hockey Hall of Fame aufgenommen wurden

### Runde 1
| #   | Spieler          | Nationalität | Position | NHL-Team                                      | College-/Junioren-/Profi-Team    |
| --- | ---------------- | ------------ | -------- | --------------------------------------------- | -------------------------------- |
| 1.  | Pierre Turgeon   | Kanada       | C        | Buffalo Sabres                                | Bisons de Granby (LHJMQ)         |
| 2.  | Brendan Shanahan | Kanada       | LW       | New Jersey Devils                             | London Knights (OHL)             |
| 3.  | Glen Wesley      | Kanada       | D        | Boston Bruins (von Vancouver Canucks)         | Portland Winter Hawks (WHL)      |
| 4.  | Wayne McBean     | Kanada       | D        | Los Angeles Kings (von Minnesota North Stars) | Medicine Hat Tigers (WHL)        |
| 5.  | Chris Joseph     | Kanada       | D        | Pittsburgh Penguins                           | Seattle Thunderbirds (WHL)       |
| 6.  | Dave Archibald   | Kanada       | RW       | Minnesota North Stars (von Los Angeles Kings) | Portland Winter Hawks (WHL)      |
| 7.  | Luke Richardson  | Kanada       | D        | Toronto Maple Leafs                           | Peterborough Petes (OHL)         |
| 8.  | Jimmy Waite      | Kanada       | G        | Chicago Blackhawks                            | Saguenéens de Chicoutimi (LHJMQ) |
| 9.  | Bryan Fogarty    | Kanada       | D        | Nordiques de Québec                           | Kingston Canadians (OHL)         |
| 10. | Jayson More      | Kanada       | D        | New York Rangers                              | New Westminster Bruins (WHL)     |
| 11. | Yves Racine      | Kanada       | D        | Detroit Red Wings                             | Chevaliers de Longueuil (LHJMQ)  |
| 12. | Keith Osborne    | Kanada       | RW       | St. Louis Blues                               | North Bay Centennials (OHL)      |
| 13. | Dean Chynoweth   | Kanada       | D        | New York Islanders                            | Medicine Hat Tigers (WHL)        |
| 14. | Stéphane Quintal | Kanada       | D        | Boston Bruins                                 | Bisons de Granby (LHJMQ)         |
| 15. | Joe Sakic        | Kanada       | C        | Nordiques de Québec (von Washington Capitals) | Swift Current Broncos (WHL)      |
| 16. | Bryan Marchment  | Kanada       | D        | Winnipeg Jets                                 | Belleville Bulls (OHL)           |
| 17. | Andrew Cassels   | Kanada       | C        | Canadiens de Montréal                         | Ottawa 67’s (OHL)                |
| 18. | Jody Hull        | Kanada       | RW       | Hartford Whalers                              | Peterborough Petes (OHL)         |
| 19. | Bryan Deasley    | Kanada       | LW       | Calgary Flames                                | University of Michigan (NCAA)    |
| 20. | Darren Rumble    | Kanada       | D        | Philadelphia Flyers                           | Kitchener Rangers (OHL)          |
| 21. | Peter Soberlak   | Kanada       | LW       | Edmonton Oilers                               | Swift Current Broncos (WHL)      |

### Runde 2
| #   | Spieler          | Nationalität       | Position | NHL-Team                                      | College-/Junioren-/Profi-Team         |
| --- | ---------------- | ------------------ | -------- | --------------------------------------------- | ------------------------------------- |
| 22. | Brad Miller      | Kanada             | D        | Buffalo Sabres                                | Regina Pats (WHL)                     |
| 23. | Ricard Persson   | Schweden           | D        | New Jersey Devils                             | Östersunds IK (Division 1)            |
| 24. | Rob Murphy       | Kanada             | C        | Vancouver Canucks                             | Titan de Laval (LHJMQ)                |
| 25. | Stéphane Matteau | Kanada             | LW       | Calgary Flames (von Minnesota North Stars)    | Olympiques de Hull (LHJMQ)            |
| 26. | Rick Tabaracci   | Kanada             | G        | Pittsburgh Penguins                           | Cornwall Royals (OHL)                 |
| 27. | Mark Fitzpatrick | Kanada             | G        | Los Angeles Kings                             | Medicine Hat Tigers (WHL)             |
| 28. | Daniel Marois    | Kanada             | RW       | Toronto Maple Leafs                           | Canadien junior de Verdun (LHJMQ)     |
| 29. | Ryan McGill      | Kanada             | D        | Chicago Blackhawks                            | Swift Current Broncos (WHL)           |
| 30. | Jeff Harding     | Kanada             | RW       | Philadelphia Flyers (von Nordiques de Québec) | St. Michael’s Buzzers (MetJBHL)       |
| 31. | Daniel Lacroix   | Kanada             | LW       | New York Rangers                              | Bisons de Granby (LHJMQ)              |
| 32. | Gord Kruppke     | Kanada             | D        | Detroit Red Wings                             | Prince Albert Raiders (WHL)           |
| 33. | John LeClair     | Vereinigte Staaten | LW       | Canadiens de Montréal (von St. Louis Blues)   | Bellows Free Academy (US High School) |
| 34. | Jeff Hackett     | Kanada             | G        | New York Islanders                            | Oshawa Generals (OHL)                 |
| 35. | Scott McCrady    | Kanada             | D        | Minnesota North Stars (von Boston Bruins)     | Medicine Hat Tigers (WHL)             |
| 36. | Jeff Ballantyne  | Kanada             | D        | Washington Capitals                           | Ottawa 67’s (OHL)                     |
| 37. | Patrik Erickson  | Schweden           | C        | Winnipeg Jets                                 | Brynäs IF (Elitserien)                |
| 38. | Éric Desjardins  | Kanada             | D        | Canadiens de Montréal                         | Bisons de Granby (LHJMQ)              |
| 39. | Adam Burt        | Vereinigte Staaten | D        | Hartford Whalers                              | North Bay Centennials (OHL)           |
| 40. | Kevin Grant      | Kanada             | D        | Calgary Flames                                | Kitchener Rangers (OHL)               |
| 41. | Bob Wilkie       | Kanada             | D        | Detroit Red Wings (von Philadelphia Flyers)   | Swift Current Broncos (WHL)           |
| 42. | Brad Werenka     | Kanada             | D        | Edmonton Oilers                               | Northern Michigan University (NCAA)   |

### Runde 3
| #   | Spieler           | Nationalität       | Position | NHL-Team                                                     | College-/Junioren-/Profi-Team      |
| --- | ----------------- | ------------------ | -------- | ------------------------------------------------------------ | ---------------------------------- |
| 43. | Ross Wilson       | Kanada             | RW       | Los Angeles Kings (von Buffalo Sabres)                       | Peterborough Petes (OHL)           |
| 44. | Mathieu Schneider | Vereinigte Staaten | D        | Canadiens de Montréal (von New Jersey Devils)                | Cornwall Royals (OHL)              |
| 45. | Steve Veilleux    | Kanada             | D        | Vancouver Canucks                                            | Draveurs de Trois-Rivières (LHJMQ) |
| 46. | Simon Gagné       | Kanada             | RW       | New York Rangers (von Minnesota North Stars)                 | Titan de Laval (LHJMQ)             |
| 47. | Jamie Leach       | Kanada             | RW       | Pittsburgh Penguins                                          | Hamilton Steelhawks (OHL)          |
| 48. | Kevin Kaminski    | Kanada             | C        | Minnesota North Stars (von Los Angeles Kings)                | Saskatoon Blades (WHL)             |
| 49. | John McIntyre     | Kanada             | C        | Toronto Maple Leafs                                          | Guelph Platers (OHL)               |
| 50. | Cam Russell       | Kanada             | D        | Chicago Blackhawks                                           | Olympiques de Hull (LHJMQ)         |
| 51. | Jim Sprott        | Kanada             | D        | Nordiques de Québec                                          | London Knights (OHL)               |
| 52. | Dennis Holland    | Kanada             | C        | Detroit Red Wings (von New York Rangers)                     | Portland Winter Hawks (WHL)        |
| 53. | Andrew MacVicar   | Kanada             | LW       | Buffalo Sabres (von Detroit Red Wings via New Jersey Devils) | Peterborough Petes (OHL)           |
| 54. | Kevin Miehm       | Kanada             | C        | St. Louis Blues                                              | Oshawa Generals (OHL)              |
| 55. | Dean Ewen         | Kanada             | LW       | New York Islanders                                           | Spokane Chiefs (WHL)               |
| 56. | Todd Lalonde      | Kanada             | LW       | Boston Bruins                                                | Sudbury Wolves (OHL)               |
| 57. | Steve Maltais     | Kanada             | LW       | Washington Capitals                                          | Cornwall Royals (OHL)              |
| 58. | François Gravel   | Kanada             | G        | Canadiens de Montréal (von Winnipeg Jets)                    | Cataractes de Shawinigan (LHJMQ)   |
| 59. | Robert Nordmark   | Schweden           | D        | St. Louis Blues (von Canadiens de Montréal)                  | Luleå HF (Elitserien)              |
| 60. | Mike Dagenais     | Kanada             | D        | Chicago Blackhawks (von Hartford Whalers)                    | Peterborough Petes (OHL)           |
| 61. | Scott Mahoney     | Kanada             | RW       | Calgary Flames                                               | Oshawa Generals (OHL)              |
| 62. | Martin Hosták     | Tschechoslowakei   | RW       | Philadelphia Flyers                                          | Sparta ČKD Prag (1. Liga)          |
| 63. | Geoff Smith       | Kanada             | D        | Edmonton Oilers                                              | St. Albert Saints (AJHL)           |

### Runde 4
| #   | Spieler          | Nationalität       | Position | NHL-Team                                     | College-/Junioren-/Profi-Team         |
| --- | ---------------- | ------------------ | -------- | -------------------------------------------- | ------------------------------------- |
| 64. | Peter Eriksson   | Schweden           | LW       | Edmonton Oilers (von Buffalo Sabres)         | HV71 (Elitserien)                     |
| 65. | Brian Sullivan   | Vereinigte Staaten | RW       | New Jersey Devils                            | Springfield Olympics (NEJHL)          |
| 66. | Doug Torrel      | Vereinigte Staaten | RW       | Vancouver Canucks                            | Hibbing High (US High School)         |
| 67. | Darwin McPherson | Kanada             | D        | Boston Bruins (von Minnesota North Stars)    | New Westminster Bruins (WHL)          |
| 68. | Risto Kurkinen   | Finnland           | LW       | Pittsburgh Penguins                          | JyP HT (SM-liiga)                     |
| 69. | Mike Sullivan    | Vereinigte Staaten | C        | New York Rangers (von Los Angeles Kings)     | Boston University (NCAA)              |
| 70. | Tim Harris       | Kanada             | RW       | Calgary Flames (von Toronto Maple Leafs)     | Pickering Panthers (MetJBHL)          |
| 71. | Joe Sacco        | Vereinigte Staaten | RW       | Toronto Maple Leafs (von Chicago Blackhawks) | Medford High (US High School)         |
| 72. | Kip Miller       | Vereinigte Staaten | C        | Nordiques de Québec                          | Michigan State University (NCAA)      |
| 73. | John Weisbrod    | Vereinigte Staaten | C        | Minnesota North Stars (von New York Rangers) | Choate Rosemary Hall (US High School) |
| 74. | Mark Reimer      | Kanada             | G        | Detroit Red Wings                            | Saskatoon Blades (WHL)                |
| 75. | Darin Smith      | Kanada             | LW       | St. Louis Blues                              | North Bay Centennials (OHL)           |
| 76. | George Maneluk   | Kanada             | G        | New York Islanders                           | Brandon Wheat Kings (WHL)             |
| 77. | Matt DelGuidice  | Vereinigte Staaten | G        | Boston Bruins                                | Saint Anselm College (NCAA)           |
| 78. | Tyler Larter     | Kanada             | C        | Washington Capitals                          | Sault Ste. Marie Greyhounds (OHL)     |
| 79. | Don McLennan     | Kanada             | D        | Winnipeg Jets                                | University of Denver (NCAA)           |
| 80. | Kris Miller      | Vereinigte Staaten | D        | Canadiens de Montréal                        | Greenway High (US High School)        |
| 81. | Terry Yake       | Kanada             | C        | Hartford Whalers                             | Brandon Wheat Kings (WHL)             |
| 82. | Andy Rymsha      | Kanada             | RW       | St. Louis Blues (von Calgary Flames)         | Western Michigan University (NCAA)    |
| 83. | Tomaz Eriksson   | Schweden           | LW       | Philadelphia Flyers                          | Djurgårdens IF (Elitserien)           |
| 84. | John Bradley     | Vereinigte Staaten | G        | Buffalo Sabres (von Edmonton Oilers)         | New Hampton Prep (US High School)     |

### Runde 5
| #    | Spieler         | Nationalität       | Position | NHL-Team                                                          | College-/Junioren-/Profi-Team            |
| ---- | --------------- | ------------------ | -------- | ----------------------------------------------------------------- | ---------------------------------------- |
| 85.  | Dave Pergola    | Vereinigte Staaten | RW       | Buffalo Sabres                                                    | Belmont Hill High (US High School)       |
| 86.  | Kevin Dean      | Vereinigte Staaten | D        | New Jersey Devils                                                 | Culver Military Academy (US High School) |
| 87.  | Sean Fabian     | Vereinigte Staaten | D        | Vancouver Canucks (von Vancouver Canucks via Philadelphia Flyers) | Hill-Murray High (US High School)        |
| 88.  | Teppo Kivelä    | Finnland           | C        | Minnesota North Stars                                             | HPK Hämeenlinna (I-divisioona)           |
| 89.  | Jeff Waver      | Kanada             | D        | Pittsburgh Penguins                                               | Hamilton Steelhawks (OHL)                |
| 90.  | Mike Vukonich   | Vereinigte Staaten | C        | Los Angeles Kings                                                 | Duluth Denfeld High (US High School)     |
| 91.  | Mike Eastwood   | Kanada             | C        | Toronto Maple Leafs                                               | Pembroke Lumber Kings (CJHL)             |
| 92.  | Ulf Sandström   | Schweden           | RW       | Chicago Blackhawks                                                | MoDo AIK (Elitserien)                    |
| 93.  | Rob Mendel      | Vereinigte Staaten | D        | Nordiques de Québec                                               | University of Wisconsin–Madison (NCAA)   |
| 94.  | Erik O’Borsky   | Vereinigte Staaten | C        | New York Rangers                                                  | Yale University (NCAA)                   |
| 95.  | Radomír Brázda  | Tschechoslowakei   | D        | Detroit Red Wings                                                 | Tesla Pardubice (1. Liga)                |
| 96.  | Ken Gernander   | Vereinigte Staaten | RW       | Winnipeg Jets (von St. Louis Blues)                               | Greenway High (US High School)           |
| 97.  | Petr Vlk        | Tschechoslowakei   | LW       | New York Islanders                                                | Dukla Jihlava (1. Liga)                  |
| 98.  | Ted Donato      | Vereinigte Staaten | LW       | Boston Bruins                                                     | Catholic Memorial High (US High School)  |
| 99.  | Pat Beauchesne  | Kanada             | D        | Washington Capitals                                               | Moose Jaw Warriors (WHL)                 |
| 100. | Darrin Amundson | Vereinigte Staaten | C        | Winnipeg Jets                                                     | Duluth East High (US High School)        |
| 101. | Steve McCool    | Vereinigte Staaten | D        | Canadiens de Montréal                                             | Hill School High (US High School)        |
| 102. | Mark Rousseau   | Kanada             | D        | Hartford Whalers                                                  | University of Denver (NCAA)              |
| 103. | Tim Corkery     | Kanada             | D        | Calgary Flames                                                    | Ferris State University (NCAA)           |
| 104. | Bill Gall       | Vereinigte Staaten | D        | Philadelphia Flyers                                               | New Hampton Prep (US High School)        |
| 105. | Shaun Van Allen | Kanada             | C        | Edmonton Oilers                                                   | Saskatoon Blades (WHL)                   |

### Runde 6
| #    | Spieler         | Nationalität       | Position | NHL-Team              | College-/Junioren-/Profi-Team                |
| ---- | --------------- | ------------------ | -------- | --------------------- | -------------------------------------------- |
| 106. | Chris Marshall  | Vereinigte Staaten | LW       | Buffalo Sabres        | Boston College High (US High School)         |
| 107. | Ben Hankinson   | Vereinigte Staaten | RW       | New Jersey Devils     | Edina High (US High School)                  |
| 108. | Garry Valk      | Kanada             | LW       | Vancouver Canucks     | Sherwood Park Crusaders (AJHL)               |
| 109. | Darcy Norton    | Kanada             | LW       | Minnesota North Stars | Kamloops Blazers (WHL)                       |
| 110. | Shawn McEachern | Vereinigte Staaten | LW       | Pittsburgh Penguins   | Matignon High (US High School)               |
| 111. | Greg Batters    | Kanada             | RW       | Los Angeles Kings     | Victoria Cougars (WHL)                       |
| 112. | Damian Rhodes   | Vereinigte Staaten | G        | Toronto Maple Leafs   | Richfield High (US High School)              |
| 113. | Mike McCormick  | Vereinigte Staaten | RW       | Chicago Blackhawks    | Richmond Sockeyes (BCJHL)                    |
| 114. | Garth Snow      | Vereinigte Staaten | G        | Nordiques de Québec   | Mount Saint Charles Academy (US High School) |
| 115. | Luděk Čajka     | Tschechoslowakei   | D        | New York Rangers      | Dukla Jihlava (1. Liga)                      |
| 116. | Sean Clifford   | Kanada             | D        | Detroit Red Wings     | Ohio State University (NCAA)                 |
| 117. | Rob Robinson    | Kanada             | D        | St. Louis Blues       | Miami University (NCAA)                      |
| 118. | Rob DiMaio      | Kanada             | RW       | New York Islanders    | Medicine Hat Tigers (WHL)                    |
| 119. | Matt Glennon    | Vereinigte Staaten | LW       | Boston Bruins         | Archbishop Williams High (US High School)    |
| 120. | Rich DeFreitas  | Vereinigte Staaten | D        | Washington Capitals   | St. Mark’s High (US High School)             |
| 121. | Joe Harwell     | Vereinigte Staaten | D        | Winnipeg Jets         | Hill-Murray High (US High School)            |
| 122. | Les Kuntar      | Vereinigte Staaten | G        | Canadiens de Montréal | Nichols School (US High School)              |
| 123. | Jeff St. Cyr    | Kanada             | D        | Hartford Whalers      | Michigan Technological University (NCAA)     |
| 124. | Joe Aloi        | Vereinigte Staaten | D        | Calgary Flames        | Olympiques de Hull (LHJMQ)                   |
| 125. | Tony Link       | Vereinigte Staaten | D        | Philadelphia Flyers   | Dimond High (US High School)                 |
| 126. | Radek Ťoupal    | Tschechoslowakei   | C        | Edmonton Oilers       | Motor České Budějovice (1. Liga)             |

### Runde 7
| #    | Spieler            | Nationalität       | Position | NHL-Team              | College-/Junioren-/Profi-Team            |
| ---- | ------------------ | ------------------ | -------- | --------------------- | ---------------------------------------- |
| 127. | Paul Flanagan      | Vereinigte Staaten | D        | Buffalo Sabres        | New Hampton Prep (US High School)        |
| 128. | Tom Neziol         | Kanada             | LW       | New Jersey Devils     | Miami University (NCAA)                  |
| 129. | Todd Fanning       | Kanada             | G        | Vancouver Canucks     | Ohio State University (NCAA)             |
| 130. | Timo Kulonen       | Finnland           | D        | Minnesota North Stars | KalPa Kuopio (SM-liiga)                  |
| 131. | Jim Bodden         | Kanada             | C        | Pittsburgh Penguins   | Chatham Maroons (WOJHL)                  |
| 132. | Kyösti Karjalainen | Schweden           | RW       | Los Angeles Kings     | Brynäs IF (Elitserien)                   |
| 133. | Trevor Jobe        | Kanada             | C        | Toronto Maple Leafs   | Moose Jaw Warriors (WHL)                 |
| 134. | Stephen Tepper     | Vereinigte Staaten | RW       | Chicago Blackhawks    | Westboro High (US High School)           |
| 135. | Tim Hanus          | Vereinigte Staaten | LW       | Nordiques de Québec   | Minnetonka High (US High School)         |
| 136. | Clint Thomas       | Vereinigte Staaten | D        | New York Rangers      | Bartlett High (US High School)           |
| 137. | Mike Gober         | Vereinigte Staaten | LW       | Detroit Red Wings     | Titan de Laval (LHJMQ)                   |
| 138. | Todd Crabtree      | Vereinigte Staaten | D        | St. Louis Blues       | Governor Dummer Academy (US High School) |
| 139. | Knut Walbye        | Norwegen           | C        | New York Islanders    | Furuset (1. divisjon)                    |
| 140. | Rob Cheevers       | Vereinigte Staaten | C        | Boston Bruins         | Boston College (NCAA)                    |
| 141. | Devon Oleniuk      | Kanada             | D        | Washington Capitals   | Kamloops Blazers (WHL)                   |
| 142. | Tod Hartje         | Vereinigte Staaten | C        | Winnipeg Jets         | Harvard University (NCAA)                |
| 143. | Robert Kelley      | Vereinigte Staaten | LW       | Canadiens de Montréal | Matignon High (US High School)           |
| 144. | Gregg Wolf         | Vereinigte Staaten | D        | Hartford Whalers      | Buffalo Regals (NY Midget AAA)           |
| 145. | Peter Ciavaglia    | Vereinigte Staaten | C        | Calgary Flames        | Nichols High (US High School)            |
| 146. | Marc Strapon       | Vereinigte Staaten | D        | Philadelphia Flyers   | Hayward High (US High School)            |
| 147. | Tomáš Sršeň        | Tschechoslowakei   | LW       | Edmonton Oilers       | Zetor Brno (1. Liga)                     |

### Runde 8
| #    | Spieler         | Nationalität       | Position | NHL-Team                               | College-/Junioren-/Profi-Team               |
| ---- | --------------- | ------------------ | -------- | -------------------------------------- | ------------------------------------------- |
| 148. | Sean Dooley     | Vereinigte Staaten | D        | Buffalo Sabres                         | Groton High (US High School)                |
| 149. | Jim Dowd        | Vereinigte Staaten | C        | New Jersey Devils                      | Brick Township High (US High School)        |
| 150. | Wiktor Tjumenew | Sowjetunion        | LW       | Vancouver Canucks                      | Spartak Moskau (Wysschaja Liga)             |
| 151. | Don Schmidt     | Kanada             | D        | Minnesota North Stars                  | Kamloops Blazers (WHL)                      |
| 152. | Jiří Kučera     | Tschechoslowakei   | C        | Pittsburgh Penguins                    | Dukla Jihlava (1. Liga)                     |
| 153. | Tim Roberts     | Vereinigte Staaten | D        | Buffalo Sabres (von Los Angeles Kings) | Deerfield Academy (US High School)          |
| 154. | Chris Jensen    | Vereinigte Staaten | D        | Toronto Maple Leafs                    | Northwood Prep (US High School)             |
| 155. | John Reilly     | Vereinigte Staaten | LW       | Chicago Blackhawks                     | Phillips Academy (US High School)           |
| 156. | Jake Enebak     | Vereinigte Staaten | LW       | Nordiques de Québec                    | Northfield High (US High School)            |
| 157. | Chuck Wiegand   | Vereinigte Staaten | RW       | New York Rangers                       | Essex Junction High (US High School)        |
| 158. | Kevin Scott     | Kanada             | LW       | Detroit Red Wings                      | Vernon Lakers (BCJHL)                       |
| 159. | Guy Hebert      | Vereinigte Staaten | G        | St. Louis Blues                        | Hamilton College (NCAA)                     |
| 160. | Jeff Saterdalen | Vereinigte Staaten | RW       | New York Islanders                     | Bloomington Jefferson High (US High School) |
| 161. | Chris Winnes    | Vereinigte Staaten | RW       | Boston Bruins                          | Northwood Prep (US High School)             |
| 162. | Thomas Sjögren  | Schweden           | RW       | Washington Capitals                    | Västra Frölunda (Division 1)                |
| 163. | Markku Kyllönen | Finnland           | LW       | Winnipeg Jets                          | Kärpät Oulu (SM-liiga)                      |
| 164. | Will Geist      | Vereinigte Staaten | D        | Canadiens de Montréal                  | St. Paul Academy (US High School)           |
| 165. | John Moore      | Kanada             | C        | Hartford Whalers                       | Yale University (NCAA)                      |
| 166. | Theoren Fleury  | Kanada             | RW       | Calgary Flames                         | Moose Jaw Warriors (WHL)                    |
| 167. | Darryl Ingham   | Kanada             | RW       | Philadelphia Flyers                    | University of Manitoba (CIAU)               |
| 168. | Åge Ellingsen   | Norwegen           | D        | Edmonton Oilers                        | Storhamar (1. divisjon)                     |

### Runde 9
| #    | Spieler          | Nationalität       | Position | NHL-Team                                      | College-/Junioren-/Profi-Team           |
| ---- | ---------------- | ------------------ | -------- | --------------------------------------------- | --------------------------------------- |
| 169. | Grant Tkachuk    | Kanada             | LW       | Buffalo Sabres                                | Saskatoon Blades (WHL)                  |
| 170. | John Blessman    | Kanada             | D        | New Jersey Devils                             | Toronto Marlboros (OHL)                 |
| 171. | Craig Daly       | Vereinigte Staaten | D        | Vancouver Canucks                             | New Hampton Prep (US High School)       |
| 172. | Jarmo Myllys     | Finnland           | G        | Minnesota North Stars                         | Lukko Rauma (SM-liiga)                  |
| 173. | John MacDougall  | Vereinigte Staaten | RW       | Pittsburgh Penguins                           | New Prep School (US High School)        |
| 174. | Jeff Gawlicki    | Kanada             | LW       | Los Angeles Kings                             | Northern Michigan University (NCAA)     |
| 175. | Brian Blad       | Kanada             | D        | Toronto Maple Leafs                           | Belleville Bulls (OHL)                  |
| 176. | Lance Werness    | Vereinigte Staaten | RW       | Chicago Blackhawks                            | Burnsville High (US High School)        |
| 177. | Jaroslav Ševčík  | Tschechoslowakei   | LW       | Nordiques de Québec                           | Zetor Brno (1. Liga)                    |
| 178. | Eric Burrill     | Vereinigte Staaten | RW       | New York Rangers                              | Tartan High (US High School)            |
| 179. | Mikko Haapakoski | Finnland           | D        | Detroit Red Wings                             | Kärpät Oulu (SM-liiga)                  |
| 180. | Rob Dumas        | Kanada             | D        | St. Louis Blues                               | Seattle Thunderbirds (WHL)              |
| 181. | Shawn Howard     | Vereinigte Staaten | D        | New York Islanders                            | Penticton Knights (BCJHL)               |
| 182. | Paul Ohman       | Vereinigte Staaten | D        | Boston Bruins                                 | St. John’s Prep (US High School)        |
| 183. | Ladislav Trešl   | Tschechoslowakei   | C        | Nordiques de Québec (von Washington Capitals) | Zetor Brno (1. Liga)                    |
| 184. | Jim Fernholz     | Vereinigte Staaten | RW       | Winnipeg Jets                                 | White Bear Lake High (US High School)   |
| 185. | Eric Tremblay    | Kanada             | D        | Canadiens de Montréal                         | Voltigeurs de Drummondville (LHJMQ)     |
| 186. | Joe Day          | Vereinigte Staaten | C        | Hartford Whalers                              | St. Lawrence University (NCAA)          |
| 187. | Mark Osiecki     | Vereinigte Staaten | D        | Calgary Flames                                | University of Wisconsin–Madison (NCAA)  |
| 188. | Bruce MacDonald  | Vereinigte Staaten | RW       | Philadelphia Flyers                           | Loomis-Chafee High (US High School)     |
| 189. | Gavin Armstrong  | Kanada             | G        | Edmonton Oilers                               | Rensselaer Polytechnic Institute (NCAA) |

### Runde 10
| #    | Spieler        | Nationalität       | Position | NHL-Team                               | College-/Junioren-/Profi-Team            |
| ---- | -------------- | ------------------ | -------- | -------------------------------------- | ---------------------------------------- |
| 190. | Ian Herbers    | Kanada             | D        | Buffalo Sabres                         | Swift Current Broncos (WHL)              |
| 191. | Pete Fry       | Kanada             | G        | New Jersey Devils                      | Victoria Cougars (WHL)                   |
| 192. | John Fletcher  | Vereinigte Staaten | G        | Vancouver Canucks                      | Clarkson University (NCAA)               |
| 193. | Larry Olimb    | Vereinigte Staaten | C        | Minnesota North Stars                  | Warroad High (US High School)            |
| 194. | Daryn McBride  | Kanada             | RW       | Pittsburgh Penguins                    | University of Denver (NCAA)              |
| 195. | John Preston   | Vereinigte Staaten | C        | Los Angeles Kings                      | Boston University (NCAA)                 |
| 196. | Ron Bernacci   | Kanada             | C        | Toronto Maple Leafs                    | Hamilton Steelhawks (OHL)                |
| 197. | Dale Marquette | Kanada             | LW       | Chicago Blackhawks                     | Brandon Wheat Kings (WHL)                |
| 198. | Darren Nauss   | Kanada             | RW       | Nordiques de Québec                    | North Battleford North Stars (SJHL)      |
| 199. | Dave Porter    | Vereinigte Staaten | LW       | New York Rangers                       | Northern Michigan University (NCAA)      |
| 200. | Darin Banister | Kanada             | D        | Detroit Red Wings                      | University of Illinois at Chicago (NCAA) |
| 201. | David Marvin   | Vereinigte Staaten | D        | St. Louis Blues                        | Warroad High (US High School)            |
| 202. | John Herlihy   | Vereinigte Staaten | RW       | New York Islanders                     | Babson College (NCAA)                    |
| 203. | Casey Jones    | Kanada             | C        | Boston Bruins                          | Cornell University (NCAA)                |
| 204. | Chris Clarke   | Kanada             | D        | Washington Capitals                    | Pembroke Lumber Kings (CJHL)             |
| 205. | Brett Barnett  | Kanada             | LW       | New York Rangers (von Winnipeg Jets)   | Wexford Raiders (MetJBHL)                |
| 206. | Barry McKinlay | Kanada             | D        | Canadiens de Montréal                  | University of Illinois at Chicago (NCAA) |
| 207. | Andy Cesarski  | Vereinigte Staaten | D        | St. Louis Blues (von Hartford Whalers) | Culver Military Academy (US High School) |
| 208. | Bill Sedergren | Vereinigte Staaten | D        | Calgary Flames                         | Springfield Olympics (NEJHL)             |
| 209. | Steve Morrow   | Vereinigte Staaten | D        | Philadelphia Flyers                    | Westminster High (US High School)        |
| 210. | Mike Tinkham   | Vereinigte Staaten | C        | Edmonton Oilers                        | Newburyport High (US High School)        |

### Runde 11
| #    | Spieler          | Nationalität       | Position | NHL-Team              | College-/Junioren-/Profi-Team          |
| ---- | ---------------- | ------------------ | -------- | --------------------- | -------------------------------------- |
| 211. | David Littman    | Vereinigte Staaten | G        | Buffalo Sabres        | Boston College (NCAA)                  |
| 212. | Alain Charland   | Kanada             | C        | New Jersey Devils     | Voltigeurs de Drummondville (LHJMQ)    |
| 213. | Roger Hansson    | Schweden           | LW       | Vancouver Canucks     | Rögle BK (Division 1)                  |
| 214. | Marc Felicio     | Vereinigte Staaten | G        | Minnesota North Stars | Northwood Prep (US High School)        |
| 215. | Mark Carlson     | Vereinigte Staaten | LW       | Pittsburgh Penguins   | Philadelphia Junior Flyers (USA Jr. B) |
| 216. | Rotislav Vlach   | Tschechoslowakei   | C        | Los Angeles Kings     | TJ Gottwaldov (1. Liga)                |
| 217. | Ken Alexander    | Vereinigte Staaten | D        | Toronto Maple Leafs   | Hamilton Steelhawks (OHL)              |
| 218. | Bill LaCouture   | Vereinigte Staaten | RW       | Chicago Blackhawks    | Natick High (US High School)           |
| 219. | Mike Williams    | Vereinigte Staaten | G        | Nordiques de Québec   | Ferris State University (NCAA)         |
| 220. | Lance Marciano   | Vereinigte Staaten | D        | New York Rangers      | Choate Rosemary Hall (US High School)  |
| 221. | Craig Quinlan    | Vereinigte Staaten | D        | Detroit Red Wings     | Hill-Murray High (US High School)      |
| 222. | Daniel Rolfe     | Kanada             | D        | St. Louis Blues       | Brockville Braves (CJHL)               |
| 223. | Mike Erickson    | Vereinigte Staaten | D        | New York Islanders    | St. John’s Hill High (US High School)  |
| 224. | Éric LeMarque    | Vereinigte Staaten | C        | Boston Bruins         | Northern Michigan University (NCAA)    |
| 225. | Miloš Vaník      | Deutschland BR     | C        | Washington Capitals   | EHC Freiburg (2. Bundesliga)           |
| 226. | Roger Rougelot   | Vereinigte Staaten | G        | Winnipeg Jets         | Madison Capitols (USHL)                |
| 227. | Ed Ronan         | Vereinigte Staaten | RW       | Canadiens de Montréal | Phillips Academy (US High School)      |
| 228. | Kevin Sullivan   | Vereinigte Staaten | RW       | Hartford Whalers      | Princeton University (NCAA)            |
| 229. | Peter Hasselblad | Schweden           | D        | Calgary Flames        | Örebro IK (Division 1)                 |
| 230. | Dárius Rusnák    | Tschechoslowakei   | C        | Philadelphia Flyers   | Slovan Bratislava (1. Liga)            |
| 231. | Jeff Pauletti    | Vereinigte Staaten | D        | Edmonton Oilers       | University of Minnesota (NCAA)         |

### Runde 12
| #    | Spieler            | Nationalität       | Position | NHL-Team                                      | College-/Junioren-/Profi-Team           |
| ---- | ------------------ | ------------------ | -------- | --------------------------------------------- | --------------------------------------- |
| 232. | Al MacIsaac        | Kanada             | D        | Buffalo Sabres                                | Guelph Platers (OHL)                    |
| 233. | Neil Eisenhut      | Kanada             | C        | Vancouver Canucks (von New Jersey Devils)     | Langley Eagles (BCJHL)                  |
| 234. | Matt Evo           | Vereinigte Staaten | LW       | Vancouver Canucks                             | Country Day High (US High School)       |
| 235. | Dave Shields       | Kanada             | C        | Minnesota North Stars                         | University of Denver (NCAA)             |
| 236. | Åke Lilljebjörn    | Schweden           | G        | Pittsburgh Penguins                           | Brynäs IF (Elitserien)                  |
| 237. | Mikael Lindholm    | Schweden           | LW       | Los Angeles Kings                             | Brynäs IF (Elitserien)                  |
| 238. | Alex Weinrich      | Vereinigte Staaten | D        | Toronto Maple Leafs                           | North Yarmouth Academy (US High School) |
| 239. | Mike Lappin        | Vereinigte Staaten | C        | Chicago Blackhawks                            | Northwood Prep (US High School)         |
| 240. | Dan Brettschneider | Vereinigte Staaten | C        | Washington Capitals (von Nordiques de Québec) | Burnsville High (US High School)        |
| 241. | Jesper Duus        | Danemark           | D        | Edmonton Oilers (von New York Rangers)        | Rødovre SIK (Eliteserien)               |
| 242. | Tomas Jansson      | Schweden           | D        | Detroit Red Wings                             | IK Tälje (Division 2)                   |
| 243. | Ray Savard         | Kanada             | RW       | St. Louis Blues                               | Regina Pats (WHL)                       |
| 244. | Will Averill       | Vereinigte Staaten | D        | New York Islanders                            | Belmont Hill High (US High School)      |
| 245. | Sean Gorman        | Vereinigte Staaten | D        | Boston Bruins                                 | Matignon High (US High School)          |
| 246. | Ryan Kummu         | Kanada             | D        | Washington Capitals                           | Rensselaer Polytechnic Institute (NCAA) |
| 247. | Hans-Göran Elo     | Schweden           | G        | Winnipeg Jets                                 | Djurgårdens IF (Elitserien)             |
| 248. | Bryan Herring      | Vereinigte Staaten | C        | Canadiens de Montréal                         | Dubuque Fighting Saints (USHL)          |
| 249. | Steve Laurin       | Kanada             | G        | Hartford Whalers                              | Dartmouth College (NCAA)                |
| 250. | Magnus Svensson    | Schweden           | D        | Calgary Flames                                | Leksands IF (Elitserien)                |
| 251. | Dale Roehl         | Vereinigte Staaten | G        | Philadelphia Flyers                           | Minnetonka High (US High School)        |
| 252. | Igor Wjasmikin     | Sowjetunion        | LW       | Edmonton Oilers                               | ZSKA Moskau (Wysschaja Liga)            |

## Statistik
| Rang | Nationalität       | Anzahl |
| ---- | ------------------ | ------ |
|      | Nordamerika        | 214    |
| 1.   | Kanada             | 114    |
| 2.   | Vereinigte Staaten | 100    |
|      | Europa             | 38     |
| 3.   | Schweden           | 15     |
| 4.   | Tschechoslowakei   | 11     |
| 5.   | Finnland           | 6      |
| 6.   | Norwegen           | 2      |
| 6.   | Sowjetunion        | 2      |
| 8.   | Dänemark           | 1      |
| 8.   | BR Deutschland     | 1      |

| Rang | Position             | Anzahl |
| ---- | -------------------- | ------ |
| 1.   | Verteidiger          | 95     |
| 2.   | Center               | 47     |
| 3.   | linke Flügelstürmer  | 42     |
| 3.   | rechte Flügelstürmer | 42     |
| 5.   | Torhüter             | 26     |

| Rang | Liga                                            | Anzahl |
| ---- | ----------------------------------------------- | ------ |
| 1.   | US High School                                  | 68     |
| 2.   | National Collegiate Athletic Association (NCAA) | 40     |
| 3.   | Western Hockey League (WHL)                     | 36     |
| 4.   | Ontario Hockey League (OHL)                     | 32     |
| 5.   | Ligue de hockey junior majeur du Québec (LHJMQ) | 17     |
| 6.   | 1. Liga                                         | 11     |
| 7.   | Elitserien                                      | 10     |
| 8.   | SM-liiga                                        | 5      |
| 9.   | British Columbia Junior Hockey League (BCJHL)   | 4      |
| 9.   | Division 1                                      | 4      |
| 11.  | Canadian Junior Hockey League (CJHL)            | 3      |
| 11.  | Metro Junior B Hockey League (MetJBHL)          | 3      |
| 13.  | 1. divisjon                                     | 2      |
| 13.  | Alberta Junior Hockey League (AJHL)             | 2      |
| 13.  | New England Junior Hockey League (NEJHL)        | 2      |
| 13.  | United States Hockey League (USHL)              | 2      |
| 13.  | Wysschaja Liga                                  | 2      |
| 18.  | I-divisioona                                    | 1      |
| 18.  | 2. Bundesliga                                   | 1      |
| 18.  | Canadian Interuniversity Athletics Union (CIAU) | 1      |
| 18.  | Division 2                                      | 1      |
| 18.  | Eliteserien                                     | 1      |
| 18.  | NY Midget AAA                                   | 1      |
| 18.  | Saskatchewan Junior Hockey League (SJHL)        | 1      |
| 18.  | USA Jr. B                                       | 1      |
| 18.  | Western Ontario Junior Hockey League (WOJHL)    | 1      |

## Rückblick

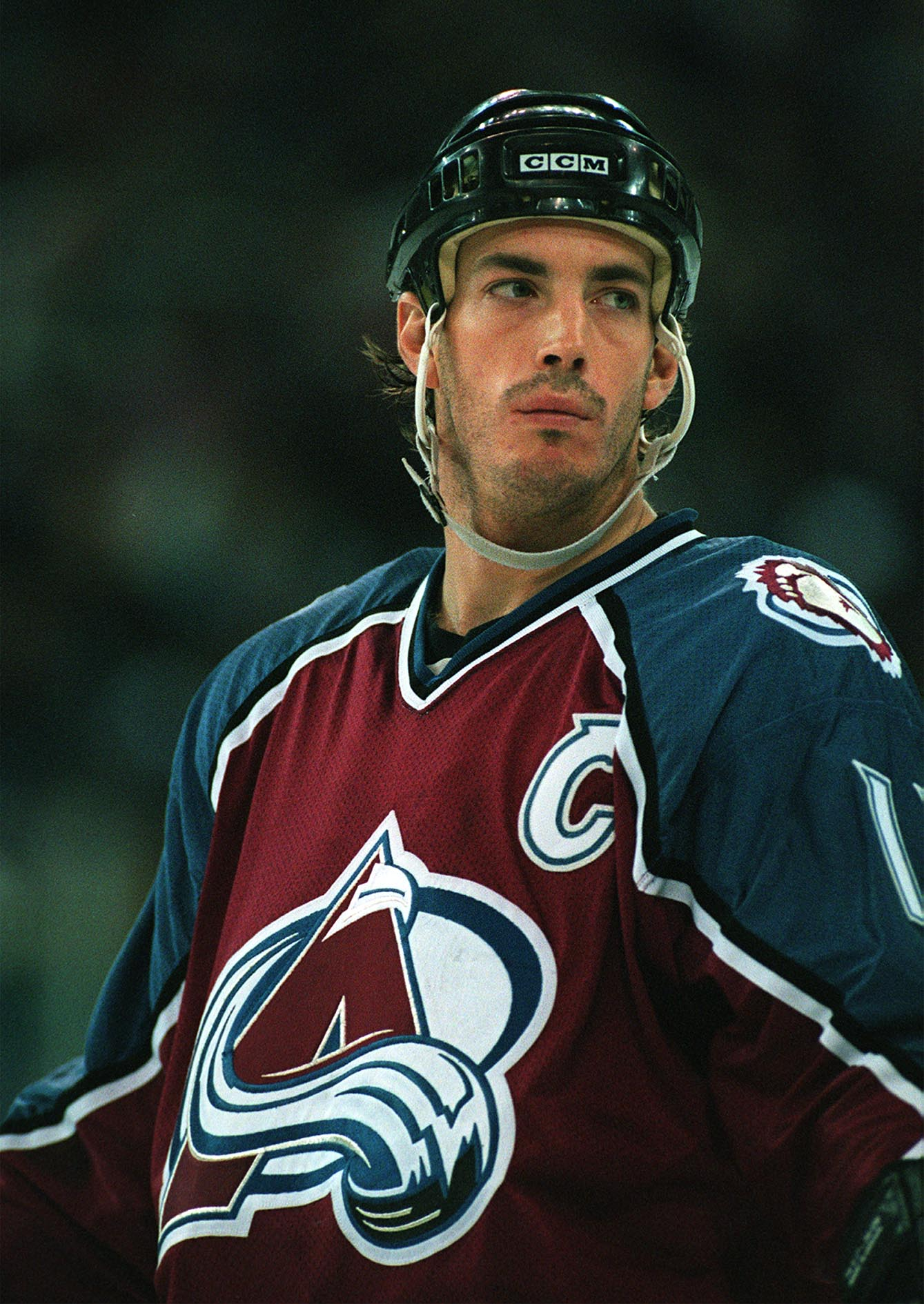
Joe Sakic, statistisch bester Spieler dieses Jahrgangs

Alle Spieler dieses Draft-Jahrgangs haben ihre Profikarrieren beendet. Die Tabellen zeigen die jeweils fünf besten Akteure in den Kategorien Spiele, Tore, Vorlagen und Scorerpunkte sowie die fünf Torhüter mit den meisten Siegen in der NHL. Darüber hinaus haben 90 der 252 gewählten Spieler (ca. 36 %) mindestens eine NHL-Partie bestritten.
Abkürzungen: Sp = Spiele, T = Tore, V = Assists, Pkt = Scorerpunkte, S = Siege; Fett: Bestwert
| Pick | Spieler          | Position | Sp   | T   | V    | Pkt  |
| ---- | ---------------- | -------- | ---- | --- | ---- | ---- |
| 15.  | Joe Sakic        | C        | 1378 | 625 | 1016 | 1641 |
| 2.   | Brendan Shanahan | LW       | 1524 | 656 | 698  | 1354 |
| 1.   | Pierre Turgeon   | C        | 1294 | 515 | 812  | 1327 |
| 166. | Theoren Fleury   | RW       | 1084 | 455 | 633  | 1088 |
| 33.  | John LeClair     | LW       | 967  | 406 | 413  | 819  |
| 17.  | Andrew Cassels   | C        | 1015 | 204 | 528  | 732  |
| 3.   | Glen Wesley      | D        | 1457 | 128 | 409  | 537  |
| 7.   | Luke Richardson  | D        | 1417 | 35  | 166  | 201  |

| Pick | Spieler          | Sp  | S   |
| ---- | ---------------- | --- | --- |
| 159. | Guy Hebert       | 491 | 191 |
| 34.  | Jeff Hackett     | 500 | 166 |
| 114. | Garth Snow       | 368 | 135 |
| 27.  | Mark Fitzpatrick | 329 | 113 |
| 112. | Damian Rhodes    | 309 | 99  |